# Мэнсуэлл, Кертсон
Кертсон Мэнсуэлл (англ. Kertson Manswell; 28 октября 1976, Тринидад и Тобаго) — тринидадский боксёр-профессионал, выступавший в тяжёлой весовой категории. Рост — 193 см. Размах рук — 181 см. Боевой вес — 110 кг.

## Любительская карьера
Родную страну Мэнсуэлла сложно назвать боксёрской державой, но Кертсон, тем не менее, сумел добиться определённых успехов на международной арене. Так, в 2002 году тринидадский супертяжеловес занял второе место на проходивших в Великобритании традиционных Играх Содружества, а затем остановился в шаге от победы на Играх стран центральной Америки и Карибского бассейна. Годом позже Мэнсуэлл завоевал серебряную медаль на престижных Панамериканских играх, проиграв в финале будущему олимпийскому чемпиону Афин-2004 кубинцу Одланьеру Солису. К сожалению, в отличие от Солиса, Кертсон не попал на афинскую Олимпиаду, уступив в квалификационном турнире американцу Девину Варгасу, после чего принял решение перейти в профессиональный бокс.

## Профессиональная карьера
На профессиональном ринге Мэнсуэлл дебютировал 29 июля 2004 года в возрасте 27 лет, большинство своих боёв провёл в Тринидаде и Тобаго и США. Достаточно техничен, сильно бьёт с обеих рук. По состоянию на 06.11.2008 года ни разу не встречался с соперником, способным провести качественную проверку его боксёрских навыков на профессиональном ринге.

### 2004—2006
Данный период карьеры Мэнсуэлл провёл на родине, уверенно побеждая рискнувших бросить ему вызов соотечественников и боксёров из стран Карибского бассейна. Имевший неплохую любительскую школу и приличный удар Кертсон выглядел в этих поединках очень мощно. В итоге на протяжении 2004-2005 годов его послужной список пополнился 7 победами, причём все они были одержаны нокаутом.
В 2006-м уровень оппозиции Мэнсуэлла несколько вырос, однако победное шествие боксёра продолжилось. Нокаутировав в начале года трёх «проходных» соперников, Кертсон в июне вышел на ринг против опытного американца Луиса Монако, на счету которого значилось множество поединков против элитных бойцов тяжёлого веса. В первом в своей карьере восьмираундовом бою Мэнсуэлл легко и непринужденно переиграл оппонента, вынудив того прекратить сопротивление в заключительном раунде. А в октябре Тринидад и Тобаго посетил куда более известный американец Кори Сандерс, и встреча с ним значительно обогатила профессиональный опыт Кертсона.

#### 14 октября 2006 годаКертсон Мэнсуэлл —Кори Сандерс
- Место проведения:  «Дуайт Йорк Стэдиум», Баколет, Тринидад и Тобаго
- Результат: Победа Мэнсуэлла по очкам единогласным решением судей в десятираундовом бою
- Статус: Рейтинговый бой
- Рефери: Томми Томас
- Счет судей: Стэнли Чаймминг (98-91, Мэнсуэлл), Джордж Сент-Од (98-92, Мэнсуэлл), Маккензи Грейнджер (98-93, Мэнсуэлл)
- Вес: Мэнсуэлл — 107,0 кг; Сандерс — 152,0 кг

На первый взгляд казалось, что потяжелевшему с возрастом сверх всякой меры Сандерсу нечего противопоставить более подвижному и техничному сопернику. Бой действительно проходил по ожидаемому сценарию — Мэнсуэлл, легко избегая медленных ударов американца, продуктивно атаковал со средней дистанции и выигрывал раунд за раундом. В седьмом временном отрезке поединка Кертсон, видимо, счёл оппонента неспособным в дальнейшем доставлять ему хоть какие-то трудности. Расплата за это последовала незамедлительно. Одна из редких контратак Сандерса увенчалась успехом, и Мэнсуэлл оказался в нокдауне. Правда, тринидадец быстро восстановился и более не давал повода усомниться в своём преимуществе. Победу Кертсона утвердил единогласный вердикт судей, на картах которых боксёр лидировал с огромным перевесом в очках.
В конце года Мэнсуэлл сделал себе хороший рождественский подарок, нокаутировав в седьмом раунде достаточно квалифицированного боливийца Сола Фару. У поклонников таланта Кертсона были все основания ожидать дальнейшего успешного развития карьеры боксёра.

### 2007—2012
Но 2007 год оказался для Мэнсуэлла весьма противоречивым. Тринидадец не хотел более драться со слабыми местными бойцами и заезжими возрастными джорнименами, пытаясь сподвигнуть свою команду на новый качественный скачок в организации его боёв. Однако промоутеры-соотечественники не только не торопились выводить подопечного на новый уровень, но и всячески препятствовали благим намерениям Кертсона самостоятельно устроить собственную судьбу. В конечном счёте, все разрешилось в пользу боксёра. Летом 2007 года Мэнсуэллу удалось заключить контракт с самим Доном Кингом, ведущим американским промоутером. Благодаря этому боксёр получил возможность тренироваться в Штатах и, соответственно, шанс проявить себя в Мекке профессионального бокса.
Свой первый бой в Америке Кертсон провёл 30 ноября с неким Уилли Перримэном. После почти годичного простоя Мэнсуэлл находился в плохой форме, что, впрочем, не помешало новоиспечённому представителю «конюшни» Дона Кинга уверенно обыграть оппонента по очкам, отдав тому лишь один раунд из восьми.
В 2008 году, тринидадский боксёр не сумел добиться серьёзных свершений. В марте он менее чем за две минуты разобрался с американским джорнименом Серроном Фоксом, а в августе провёл тяжёлый бой с его соотечественником Ирлом Лэдсоном в Пуэрто-Рико, выиграв разделённым судейским решением.
Провёл 20 последовательный победных боёв, пока не встретился с Канадским нокаутёром, Бермейном Стиверном, которому проиграл нокаутом во втором раунде. Следом проследовало второе поражение, от кубинца Майка Переса и третье от американца Седрика Босвелла. После этого Керсон победил нокаутом в первом раунде двух рейтинговых боксёров, а в последующих боях проиграл Руслану Чагаеву и Александру Устинову.
В 2012 году проиграл нокаутом американцу, Деонтею Уайлдеру.

## Интересные факты
- Дома и в гостях

В сентябре 2004 года Мэнсуэлл провёл свой второй в карьере профессиональный бой против дебютанта профессионального ринга гайанца Курта Беста. Поединок проходил на территории Тринидада и Тобаго, на родине Кертсона, и тот, к вящей радости местных поклонников бокса, нокаутировал оппонента уже на первой минуте первого раунда. После боя представители боксёров договорились о реванше, который состоялся спустя два месяца в Гайане. Перед лицом своих трибун Бест по мере сил старался оказывать Мэнсуэллу достойное сопротивление, но более высокое мастерство тринидадца в итоге все же сказалось. В четвёртом раунде рефери справедливо решил, что Курт продолжать поединок не в состоянии. Таким образом, в своеобразной двухраундовой дуэли Мэнсуэлл одержал убедительнейшую победу.
- Кто быстрее побил Фокса?

Американец Серрон Фокс, которого Мэнсуэлл победил в марте 2008 года, известен своими поединками против многих сильных боксёров. В этих боях Фокс, разумеется, безоговорочно уступал. Но если известный россиянин Александр Поветкин остановил Серрона в четвёртом раунде, итальянец Франческо Пьянета — в третьем, а знаменитый Дэвид Туа в компании с крепким Дэваррилом Уильямсоном — во втором, то Мэнсуэлл закончил бой раньше, опередив даже Хасима Рахмана, в своё время нокаутировавшего Фокса на третьей минуте стартового раунда. Кертсон сломил сопротивление Серрона, когда хронометр рефери показывал цифры 1:53….